# Zak Perzamanos
Zak Perzamanos (Liverpool, 2003) es un deportista británico que compite en gimnasia en la modalidad de trampolín.
Ganó cuatro medallas en el Campeonato Mundial de Gimnasia en Trampolín entre los años 2021 y 2023, y dos medallas en el Campeonato Europeo de Gimnasia en Trampolín, en los años 2022 y 2024.

## Palmarés internacional
| Campeonato Mundial | Campeonato Mundial       | Campeonato Mundial | Campeonato Mundial |
| Año                | Lugar                    | Medalla            | Prueba             |
| ------------------ | ------------------------ | ------------------ | ------------------ |
| 2021               | Bakú (Azerbaiyán)        | Medalla de bronce  | Equipo mixto       |
| 2022               | Sofía (Bulgaria)         | Medalla de oro     | Equipo mixto       |
| 2023               | Birmingham (Reino Unido) | Medalla de bronce  | Equipo             |
| 2023               | Birmingham (Reino Unido) | Medalla de bronce  | Equipo mixto       |
| Campeonato Europeo |                          |                    |                    |
| Año                | Lugar                    | Medalla            | Prueba             |
| 2022               | Rímini (Italia)          | Medalla de bronce  | Equipo             |
| 2024               | Guimarães (Portugal)     | Medalla de oro     | Sincronizado       |